# Haute-Amance
Haute-Amance est une commune française située dans le département de la Haute-Marne, en région Grand Est.

## Géographie

### Localisation
Haute-Amance est située à la limite du Pays de Langres et de la région naturelle du Bassigny.
Le point culminant est le Plain de Celsoy, plateau s'étendant du village de Culmont jusqu'à Plesnoy, sur lequel se situe le village de Montlandon.
La superficie de Haute-Amance en fait une des plus vastes communes de Haute-Marne.
Communes limitrophes
Distances orthodromiques (à vol d'oiseau) :
commune de Rougeux - 4 km, commune de Chaudenay - 4,4 km, commune de Maizières-sur-Amance - 4,6 km, commune de Celsoy- 5,7 km, commune de Marcilly-en-Bassigny - 6,4 km, commune de Champigny-sous-Varennes - 7,5 km.
- La ligne de chemin de fer Paris-Est à Mulhouse traverse la commune.

### Hydrographie
La commune est traversée par la ligne de partage des eaux entre les régions hydrographiques « la Seine de sa source au confluent de l'Oise (exclu) » et le bassin versant de la Saône au sein respectivement du bassin Seine-Normandie et du bassin Rhône-Méditerranée-Corse. Elle est drainée par l'Amance, le ruisseau de Petitgnont, le ru du Chenet, le ruisseau de Grand Pré, le ruisseau de la Barbotte, le ruisseau de la Barre, le ruisseau de la Peute Roye, le ruisseau de l'Egue, le ruisseau des Elleux, le ruisseau du Moulin, le ruisseau du Moulin Royot et le ruisseau du Val de Presle,.
L'Amance passe au centre de la commune, au nord du hameau de Montlandon (Haute-Marne). D'une longueur de 47 km, elle prend sa source dans la commune  et se jette  dans la Saône à Jussey, après avoir traversé 21 communes. 
L'Amance, d'une longueur de 13 km, prend sa source dans la commune de Plesnoy et se jette  dans l'Amance à Maizières-sur-Amance, après avoir traversé quatre communes. 

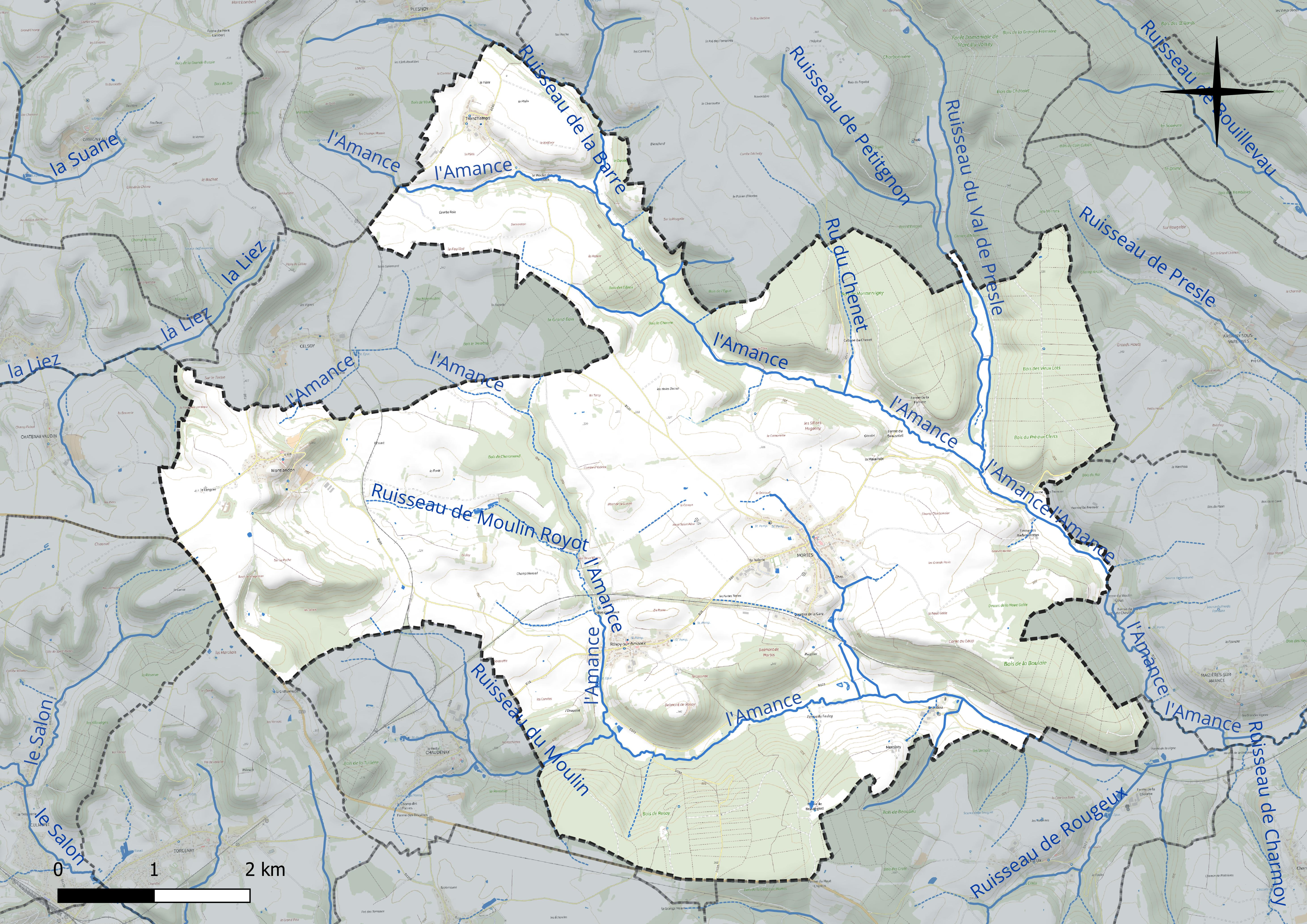
Réseau hydrographique de Haute-Amance.

### Climat
Pour des articles plus généraux, voir Climat du Grand Est et Climat de la Haute-Marne.
En 2010, le climat de la commune est de type climat des marges montargnardes, selon une étude du Centre national de la recherche scientifique s'appuyant sur une série de données couvrant la période 1971-2000. En 2020, Météo-France publie une typologie des climats de la France métropolitaine dans laquelle la commune est exposée à un climat océanique altéré et est dans la région climatique  Lorraine, plateau de Langres, Morvan, caractérisée par un hiver rude (1,5 °C), des vents modérés et des brouillards fréquents en automne et hiver. 
Pour la période 1971-2000, la température annuelle moyenne est de 9,9 °C, avec une amplitude thermique annuelle de 17,2 °C. Le cumul annuel moyen de précipitations est de 881 mm, avec 13 jours de précipitations en janvier et 8,8 jours en juillet. Pour la période 1991-2020, la température moyenne annuelle observée sur la station météorologique de Météo-France la plus proche, « Fayl-Billot_sapc », sur la commune de Fayl-Billot à 8 km à vol d'oiseau, est de 10,5 °C et le cumul annuel moyen de précipitations est de 995,6 mm. 
La température maximale relevée sur cette station est de 38,5 °C, atteinte le 25 juillet 2019 ; la température minimale est de −16,1 °C, atteinte le 24 décembre 2001,,. 
Les paramètres climatiques de la commune ont été estimés pour le milieu du siècle (2041-2070) selon différents scénarios d'émission de gaz à effet de serre à partir des nouvelles projections climatiques de référence DRIAS-2020. Ils sont consultables sur un site dédié publié par Météo-France en novembre 2022.

## Urbanisme

### Typologie
Au 1er janvier 2024, Haute-Amance est catégorisée commune rurale à habitat dispersé, selon la nouvelle grille communale de densité à sept niveaux définie par l'Insee en 2022.
Elle est située hors unité urbaine. Par ailleurs la commune fait partie de l'aire d'attraction de Langres, dont elle est une commune de la couronne,. Cette aire, qui regroupe 77 communes, est catégorisée dans les aires de moins de 50 000 habitants,.

### Occupation des sols
L'occupation des sols de la commune, telle qu'elle ressort de la base de données européenne d’occupation biophysique des sols Corine Land Cover (CLC), est marquée par l'importance des territoires agricoles (61,1 % en 2018), une proportion sensiblement équivalente à celle de 1990 (61,2 %). La répartition détaillée en 2018 est la suivante : 
prairies (39 %), forêts (36,1 %), terres arables (20,5 %), zones urbanisées (2,7 %), zones agricoles hétérogènes (1,7 %). L'évolution de l’occupation des sols de la commune et de ses infrastructures peut être observée sur les différentes représentations cartographiques du territoire : la carte de Cassini (XVIIIe siècle), la carte d'état-major (1820-1866) et les cartes ou photos aériennes de l'IGN pour la période actuelle (1950 à aujourd'hui).

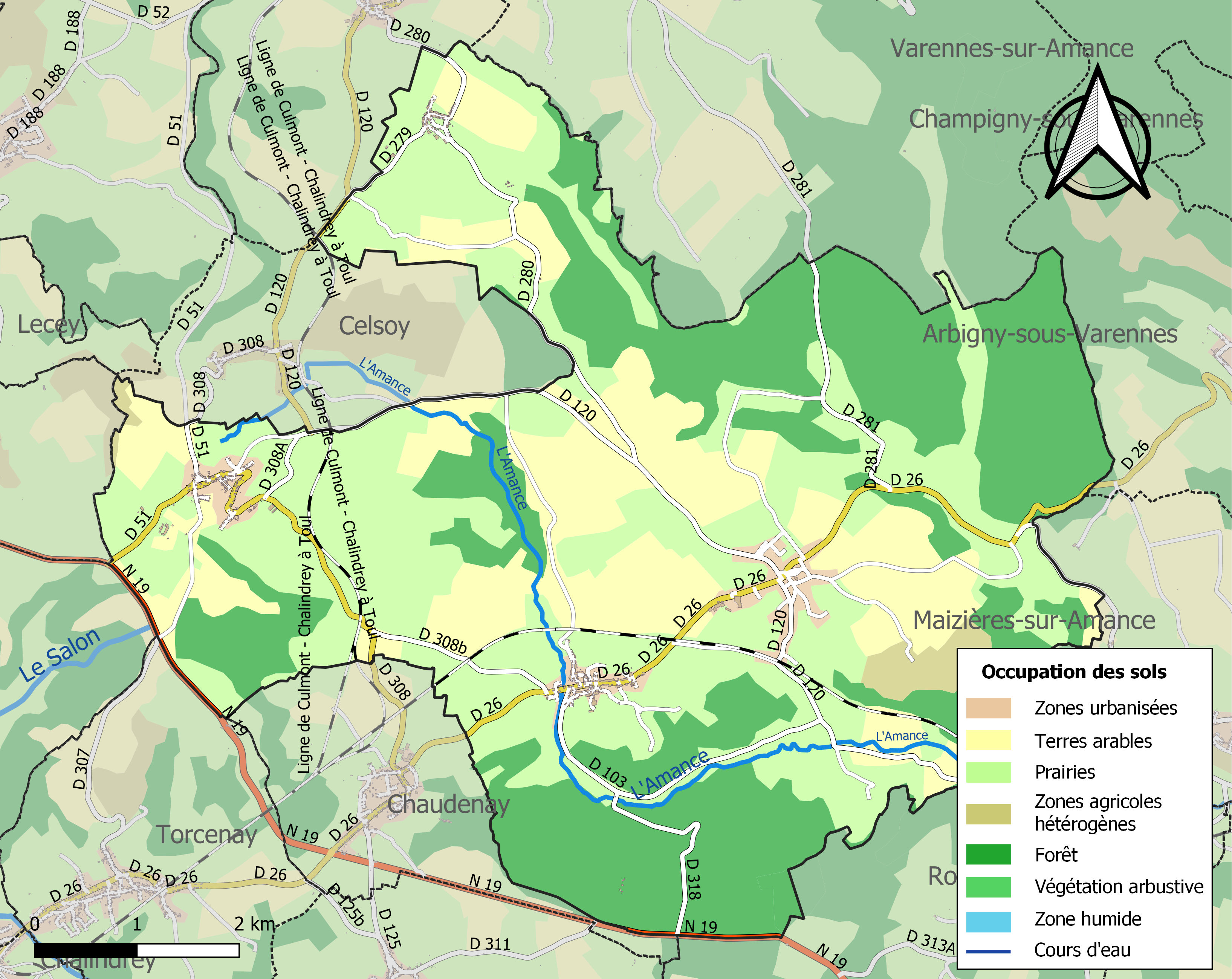
Carte des infrastructures et de l'occupation des sols de la commune en 2018 (CLC).

## Toponymie
Du nom de la rivière attesté sous les formes Asmantia (1098) ; Aumantia (1189) ; Esmantia (1224) ; Amancia (1236) ; Amantia (1247) ; Esmance (1251) ; Amance (1265) ; Amans (1508) ; Mance (1748).

L'adjectif « haut » a une valeur relative. Les qualificatifs toponymiques actuels sont « sur Amance » dans l'arrondissement de Langres correspondant au cours supérieur à moyen, et « sur Mance »  dans celui de Vesoul correspondant à l'amont de la confluence avec la Petite-Saône.

## Histoire
En 1636 les troupes de Matthias Gallas ravagèrent le village de Hortes, la Guerre de Trente Ans laissait un bien triste souvenir de désolations et les Croates rodaient encore en 1641 sur les routes menant à Langres. La voie qui reliait Langres au Rhin et au Jura passait au finage, elle est en partie reprise par la RN 19. Un habitat gallo-romain a été mis en évidence au lieu-dit les Crets. Un trésor monétaire lingon de trois cents pièces Calatedu a été trouvé à Rosoy en 1905. Au carrefour de Troischamps a été découverte une nécropole mérovingienne, peut-être la trace d'un monastère ?

## Politique et administration

### Communes associées
Depuis 1972, Hortes, village principal de la commune est associé aux villages de Montlandon, Rosoy-sur-Amance et Troischamps. Ce rassemblement forme la commune telle qu'elle est désormais : Haute-Amance.

### Liste des maires
| Période                                  | Période  | Identité              | Étiquette | Qualité |
| ---------------------------------------- | -------- | --------------------- | --------- | ------- |
| Les données manquantes sont à compléter. |          |                       |           |         |
| 2008                                     | 2014     | Pierre Rousselot      | DVD       |         |
| 2014                                     | En cours | Jean-Philippe Bianchi |           |         |

### Jumelages
- Montlandon (Eure-et-Loir) (France) depuis 1999, située à 313 kilomètres dans le cadre du partenariat de l'association « Montlandon 52-28 »

## Population et société

### Démographie
L'évolution du nombre d'habitants est connue à travers les recensements de la population effectués dans la commune depuis 1793. Pour les communes de moins de 10 000 habitants, une enquête de recensement portant sur toute la population est réalisée tous les cinq ans, les populations de référence des années intermédiaires étant quant à elles estimées par interpolation ou extrapolation. Pour la commune, le premier recensement exhaustif entrant dans le cadre du nouveau dispositif a été réalisé en 2008.

En 2022, la commune comptait 959 habitants, en évolution de +0,95 % par rapport à 2016 (Haute-Marne : −4,62 %, France hors Mayotte : +2,11 %).
| 1793  | 1800  | 1806  | 1821  | 1831  | 1836  | 1841  | 1846  | 1851  |
| ----- | ----- | ----- | ----- | ----- | ----- | ----- | ----- | ----- |
| 1 070 | 1 404 | 1 346 | 1 536 | 1 442 | 1 446 | 1 370 | 1 411 | 1 452 |

| 1856  | 1861  | 1866  | 1872  | 1876  | 1881  | 1886  | 1891  | 1896  |
| ----- | ----- | ----- | ----- | ----- | ----- | ----- | ----- | ----- |
| 1 296 | 1 309 | 1 308 | 1 290 | 1 280 | 1 160 | 1 118 | 1 048 | 1 009 |

| 1901 | 1906 | 1911 | 1921 | 1926 | 1931 | 1936 | 1946 | 1954 |
| ---- | ---- | ---- | ---- | ---- | ---- | ---- | ---- | ---- |
| 972  | 890  | 851  | 829  | 761  | 776  | 821  | 766  | 749  |

| 1962 | 1968 | 1975  | 1982  | 1990  | 1999  | 2006  | 2008 | 2013 |
| ---- | ---- | ----- | ----- | ----- | ----- | ----- | ---- | ---- |
| 660  | 602  | 1 106 | 1 190 | 1 062 | 1 018 | 1 001 | 997  | 950  |

| 2018 | 2022 | - | - | - | - | - | - | - |
| ---- | ---- | - | - | - | - | - | - | - |
| 962  | 959  | - | - | - | - | - | - | - |

### Enseignement
- Haute-Amance est située dans l'académie de Reims.
- La commune administre une école primaire et une école maternelle dans le village de Hortes, mais aussi une école primaire dans le village de Rosoy-sur-Amance.
- Il n'y a ni collège, ni lycée à Haute-Amance.

### Festivités
Chaque année la Fête Nationale est célébrée à Haute-Amance sur le modèle du cycle tournant. Haute-Amance étant donc un regroupement de villages, chaque année, la fête se déroule dans un lieu en plein-air de l'un des quatre villages.

## Économie

### Entreprises et commerces
- Fort de Montlandon, ferme-auberge.
- Épicerie place Virey à Hortes.
- La Poste, rue de Beaulieu à Hortes.
- Cabinet Bailly, assurances, placements, rue de saint Didier à Hortes.
- Garage Blanchard, rue Camille Perfetti à Hortes.
- Café Freyss, rue des Tournieres à Hortes.

## Culture locale et patrimoine

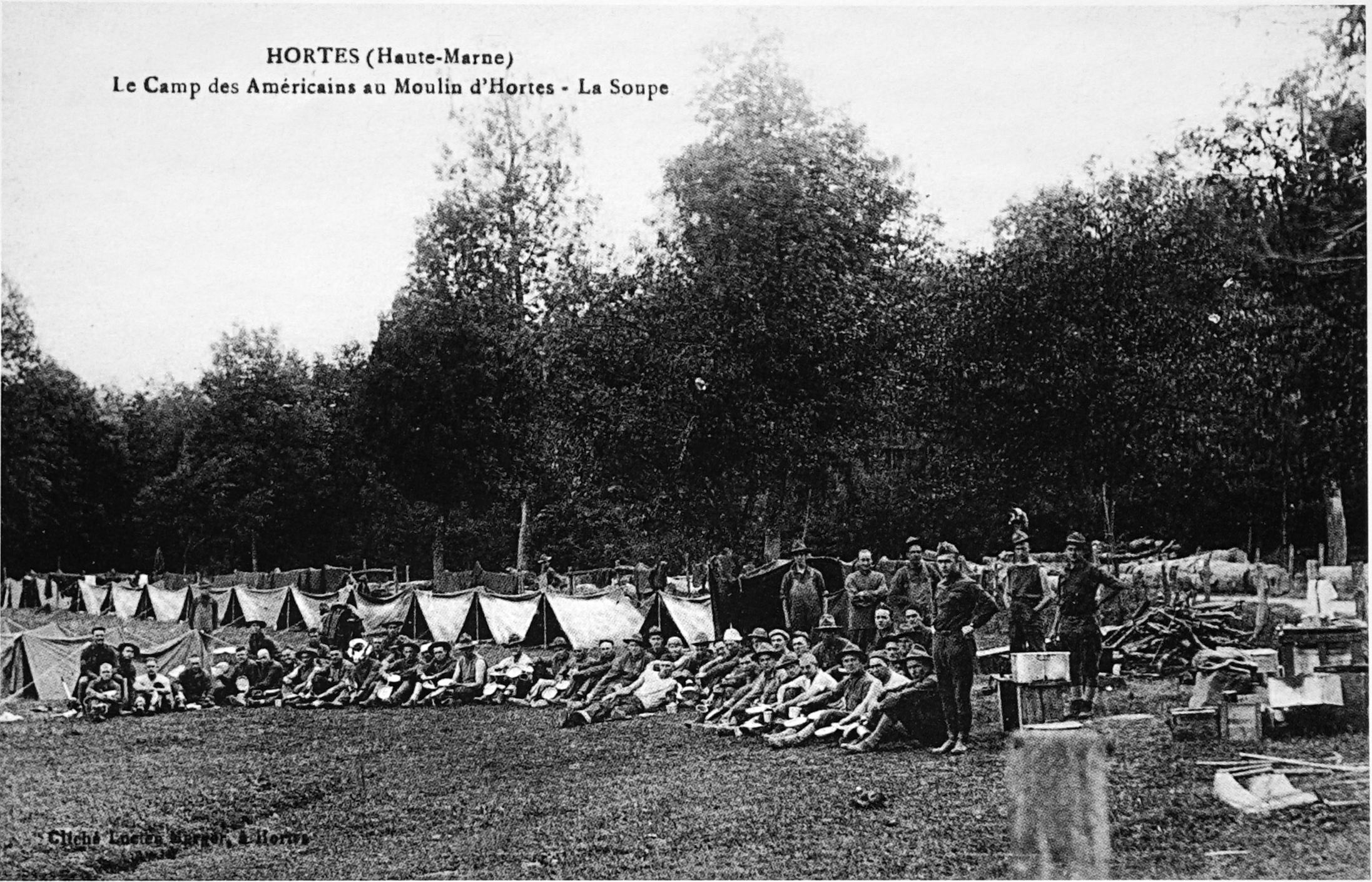
Soldats américains à Hortes.

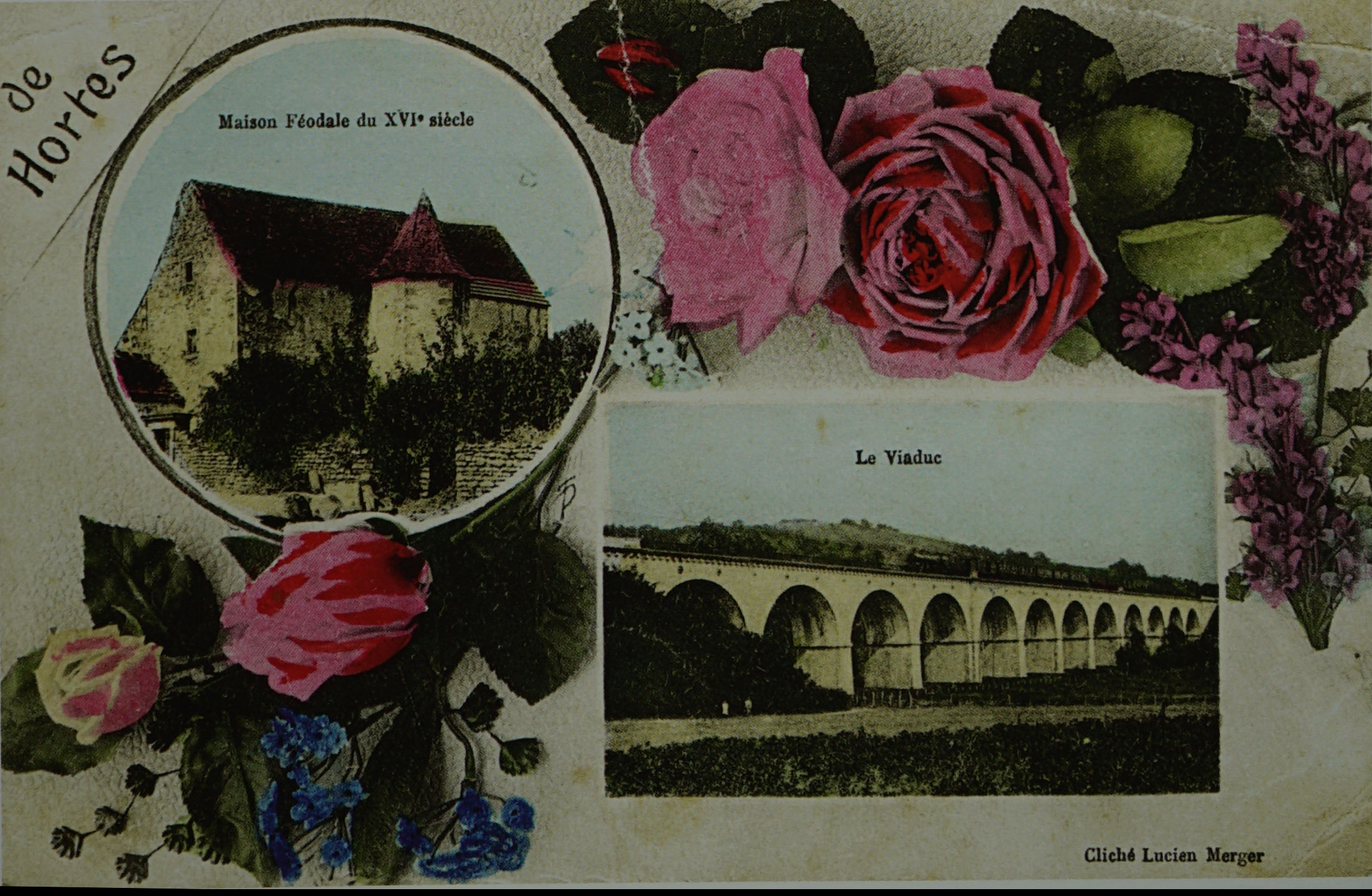
Carte postale.

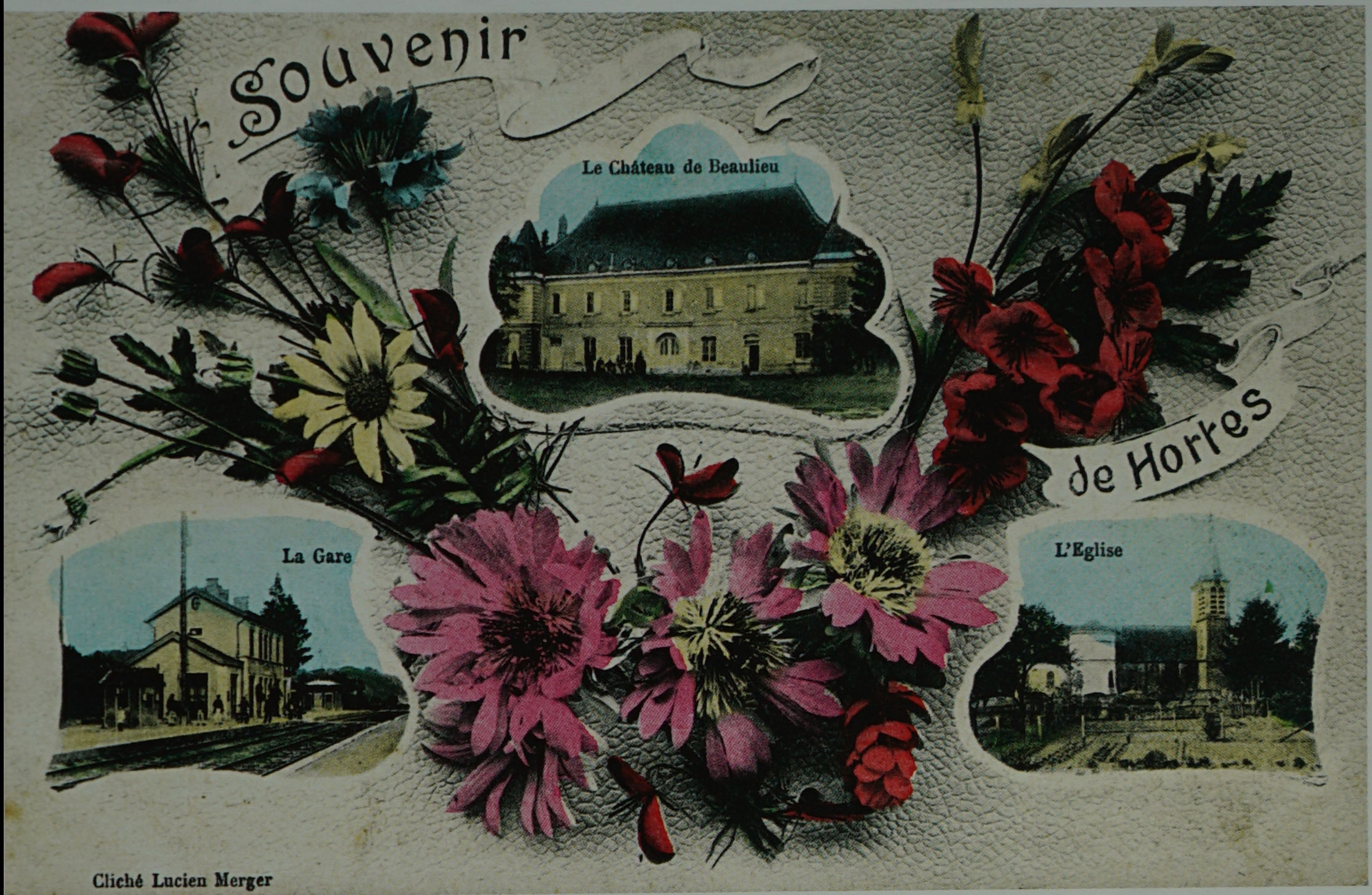
La gare.

### Lieux et monuments
- Le Temple de l'Amour (sa fontaine), place Virey, à Hortes.
- Église Notre-Dame, dans le village de Montlandon.
- Fort de Montlandon (ou Fort Mortier) situé sur les hauteurs du village de Montlandon, aujourd'hui reconverti en ferme-auberge.
- Chapelle Saint-Didier, rue de Saint-Didier à Hortes.
- L'ancienne abbaye de Beaulieu.
- La croix de cimetière de Montlandon.

### Haute-Amance et son passé
Auparavant, Haute-Amance possédait une véritable vie de village et un patrimoine bâti remarquable, historique et culturel.
- Ancienne gare du village de Hortes.
- Hôtel « du Centre » dans le village de Hortes.
- Fort de Montlandon, fort d'enceinte de la Batterie de Langres, dispositif conçu par le général Séré de Rivières.

### Personnalités liées à la commune
- Julien-Joseph Virey (1775-1846), naturaliste et anthropologue français est né à Hortes.
- Claude Bernard Marie Viard (1785-1856), est né dans le village de Montlandon et deviendra maire de Hortes. Il fit entreprendre le projet de ligne de train de Paris à Belfort par les Chemins de Fer de l'Est.
- Gustave Alexandre Belin (1877 - 1939), fondateur de la célèbre biscuiterie Belin, est né à Hortes[24].

### Héraldique
|  | Les armes de Haute-Amance se blasonnent ainsi : D'azur à trois croissants d'argent rangés en chef ; à la champagne ondée d'argent chargée d'un poisson du même. |